# Diecezja chełmsko-podlaska
Diecezja chełmsko-podlaska – jedna z trzech diecezji Autokefalicznego Kościoła Prawosławnego w Generalnej Guberni, z siedzibą w Chełmie. Funkcjonowała od 1940 do 1944. Jej pierwszym i jedynym ordynariuszem był biskup, a następnie arcybiskup Hilarion (Ohijenko).
Decyzja o powstaniu diecezji zapadła na soborze biskupów  Autokefalicznego Kościoła Prawosławnego w Generalnej Guberni w dniu 30 września 1940. Nominację na jej ordynariusza otrzymał ukraiński działacz narodowy, Iwan Ohijenko, po złożeniu ślubów zakonnych Hilarion. Jego chirotonia na biskupa chełmskiego oraz intronizacja odbyła się 19–20 października 1940 w soborze Narodzenia Matki Bożej w Chełmie. Wikariuszem diecezji chełmsko-podlaskiej wyznaczono biskupa Tymoteusza (Szrettera), którego rezydencją został monaster św. Onufrego w Jabłecznej. Biskup Tymoteusz nie był jednak zwolennikiem ukrainizacji ziemi chełmskiej, w którą zaangażował się biskup Hilarion, toteż nie odgrywał w życiu diecezji żadnej roli.
W planach ukraińskich działaczy narodowych, z którym to środowiskiem związany był arcybiskup Hilarion, ziemia chełmska miała uzyskać w pełni ukraiński charakter. Hierarcha był również przed wojną związany z ruchem na rzecz ukrainizacji PAKP. Dlatego po objęciu urzędu wprowadził do liturgii język ukraiński w miejsce cerkiewnosłowiańskiego, głosił w nim kazania i wydawał literaturę religijną.
Diecezja chełmsko-podlaska liczyła 175 parafii zgrupowanych w 17 dekanatach. Tym samym znajdowała się na jej terenie zdecydowana większość wszystkich struktur Kościoła, łącznie liczącego 219 placówek duszpasterskich. Jej działalność ustała w 1944, po wkroczeniu Armii Czerwonej na ziemię chełmską. Jeszcze w 1945 jej tymczasowym administratorem był biskup Tymoteusz (Szretter), następnie administraturę zlikwidowano.